# Prophéties de Kremna
 (mai 2022).
- Si vous ne connaissez pas le sujet, laissez ce bandeau (vous pouvez alors contacter les auteurs).
- Si vous supprimez le contenu mis en cause (vous pouvez préalablement contacter les auteurs),

argumentez précisément cette suppression dans la page de discussion
(un manque de référence n'est pas un argument ; une recherche réelle de référence doit avoir été effectuée, être formellement documentée).

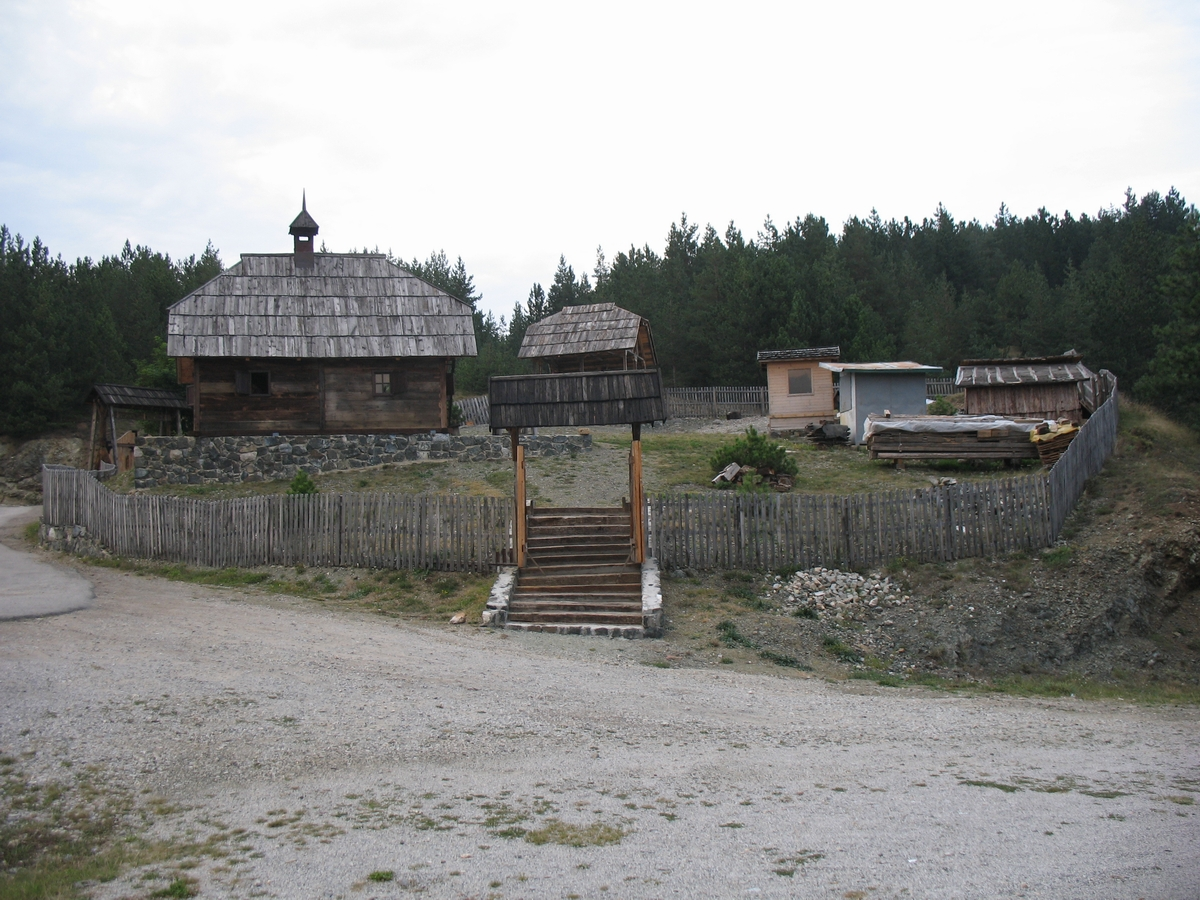
Complexe mémoriel du clairvoyant Tarabić à Kremna, en Serbie.

Les Prophéties de Kremna est un recueil de prophéties serbes datant du XIXe siècle qui prédisent des événements des XXe et XXIe siècles.

## Origine
Au XIXe siècle, dans le village de Kremna, en Serbie, deux bergers des montagnes ne sachant ni lire ni écrire, avaient la réputation de pouvoir prédire l'avenir : Miloš Tarabić (Милош Тарабић, 1809-1854) puis son neveu Mitar Tarabić (Митар Тарабић, 1829-1899).
Miloš disait qu'il avait reçu ce don à l'âge de onze ans : une fée lui serait apparue et lui aurait dit que Dieu l'avait envoyée pour lui révéler le futur de son pays. Durant sa vie, Miloš rapportait souvent au prêtre orthodoxe de leur village, Zaharije Zaharić (Захарије Захарић, 1836-1918), son parrain et allié, les visions qu'il avait du futur. Il prédit qu'il ne se marierait pas et qu'il mourrait à l'âge de 45 ans. Après sa mort, son neveu Mitar Tarabić eut des apparitions physiques de son oncle ainsi que des locutions intérieures au cours desquelles le défunt lui révélait des épisodes du futur.
Mitar pria le prêtre Zaharije de consigner par écrit les prophéties qu'avait énoncées son oncle Miloš de son vivant. Le prêtre nota les prédictions avant la fin de l'année 1900 puis transmit le manuscrit à Radovan Kazimirović (1882-1950), un docteur en droit de l'Université de Tübingen, professeur et théologien. Mitar mourrut la même année.
À partir de 1915, le Dr Kazimirović publia dans des journaux des articles consacrés aux prédictions des Tarabić. Après moult recherches et collectes de matériel littéraire sur la famille Tarabić, il publia finalement en 1940 les prophéties sous la forme de livre, intitulé : Des phénomènes mystérieux chez le peuple serbe et la prophétie de Kremna.
Le Dr Kazimirović eut soin de conserver les archaïsmes et l'authenticité de la langue parlée alors par les Tarabić, ce qui distingue son ouvrage des autres livres parus sur les prophéties de Kremna. L'ouvrage fut préfacé par l'évêque orthodoxe serbe Nikolaj Velimirović (1881-1956, canonisé en 2003). Participèrent à la préparation de l'ouvrage : le philosophe Branislav Petronijević (en) (1875–1954) et l'écrivain Miodrag Perišić.
Selon une légende locale, les prophéties figurant dans le livre du Dr Kazimirović, ne sont pas intégralement d'origine : le prêtre Zaharije aurait remis le manuscrit original à son ami Gavril Popović, lequel l'aurait enfermé dans une bouteille qu'il aurait placée dans les fondations de sa maison à Užice, pendant l'occupation turque. La maison existe toujours mais personne n'a encore pris l'initiative de vérifier si la légende dit vrai.

## Analyse
Les sources étant rares, il est difficile de vérifier l'authenticité des prophéties. Les prédictions très précises de nombreux événements du XXe siècle laissent à penser qu'elles ont pu être écrites à une époque où ces événements s'étaient déjà produits.
- En 2002, une analyse critique des prédictions fut faite par l'écrivain serbe Voja Antonić[3]. Celui-ci aboutit à la conclusion que les prédictions ne sont pas vraies car il existe douze éditions du livre originel La Prophétie de Kremna, toutes différentes et ayant changé au fil du temps. Selon Voja Antonić, il ne s'agit pas d'une prophétie mais d'une manipulation habilement conçue et vieille de plusieurs années créée à des fins politiques.

Toutefois, depuis lors, la pandémie de Corona virus a éclaté, ce qui concorde avec la prophétie suivante des Tarabić : 

« Le monde entier sera affligé par une maladie inhabituelle et personne ne trouvera de remède ; tout le monde dira : Je sais, je sais parce que je suis instruit et intelligent, mais personne ne saura rien. Les gens penseront beaucoup, mais ils ne trouveront aucune véritable guérison, laquelle, avec l'aide de Dieu, sera en eux et tout autour d'eux. »

- En 2008, l'écrivain serbe Dragan M. Pjević publie ce qu'il considère être les prophéties originales des Tarabić non modifiées par les autorités serbes au fil des époques. Une de ses sources principales sont les articles de journaux et le livre du Dr Radovan Kazimirović. Dans son ouvrage[4], Dragan Pjević écrit que l'existence de plusieurs versions différentes des prophéties des Tarabić - que le critique Voja Antonić considère comme l'élément discréditant leur authenticité - s'explique par le fait que les gouvernements successifs de Serbie - qui, tous, connaissaient les prédictions des Tarabić - ont tour à tour modifié et falsifié les passages qui annonçaient leur chute, assassinats, ou qui étaient en leur défaveur[5]. Ce fut surtout le fait des dirigeants de la Yougoslavie communiste, au pouvoir de 1945 à 1992, car certaines des prophéties annonçaient la mort du président Tito (au pouvoir de 1953 à 1980) et la chute du régime communiste.

## Sphère mégalithique de Kremna

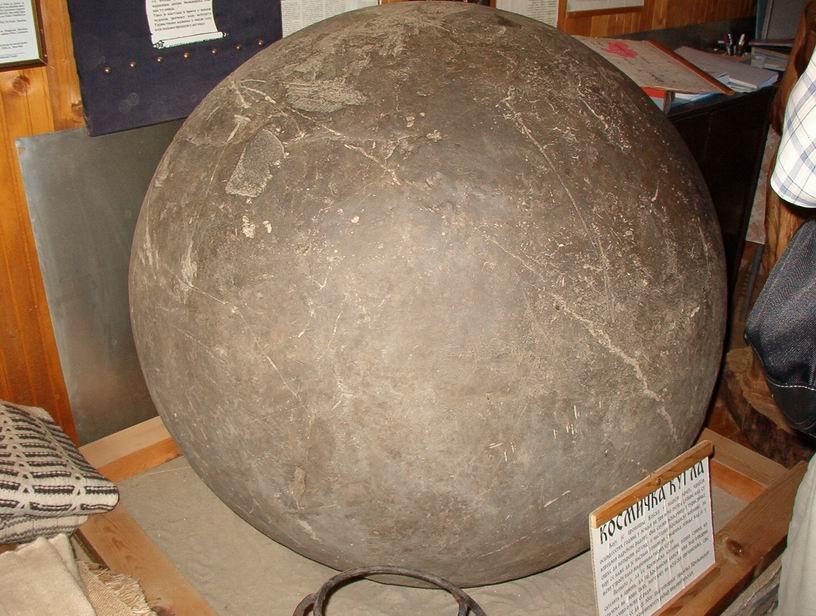
La sphère mégalithique de Kremna trouvée sous terre.

La pierre fait partie intégrante du mysticisme et de l'histoire de Kremna. L'étymologie du nom Kremna signifie le silex. Près de Kremna, sur le chemin de Tara, une cabane en rondins composée d'une pièce unique fait office de musée. Plusieurs expositions liées à Kremna et aux Tarabić y ont été rassemblées. L'un des objets les plus intéressants est une sphère de pierre lisse d'environ un mètre de diamètre. Selon la légende, ce serait l'une des millions de pierres qui tombèrent autrefois sur la Terre depuis l'espace. La pierre est censée rayonner de l'énergie.
La maison de l'oncle Miloš Tarabić se trouve toujours sur les lieux. L'endroit est fréquenté par de nombreux touristes.

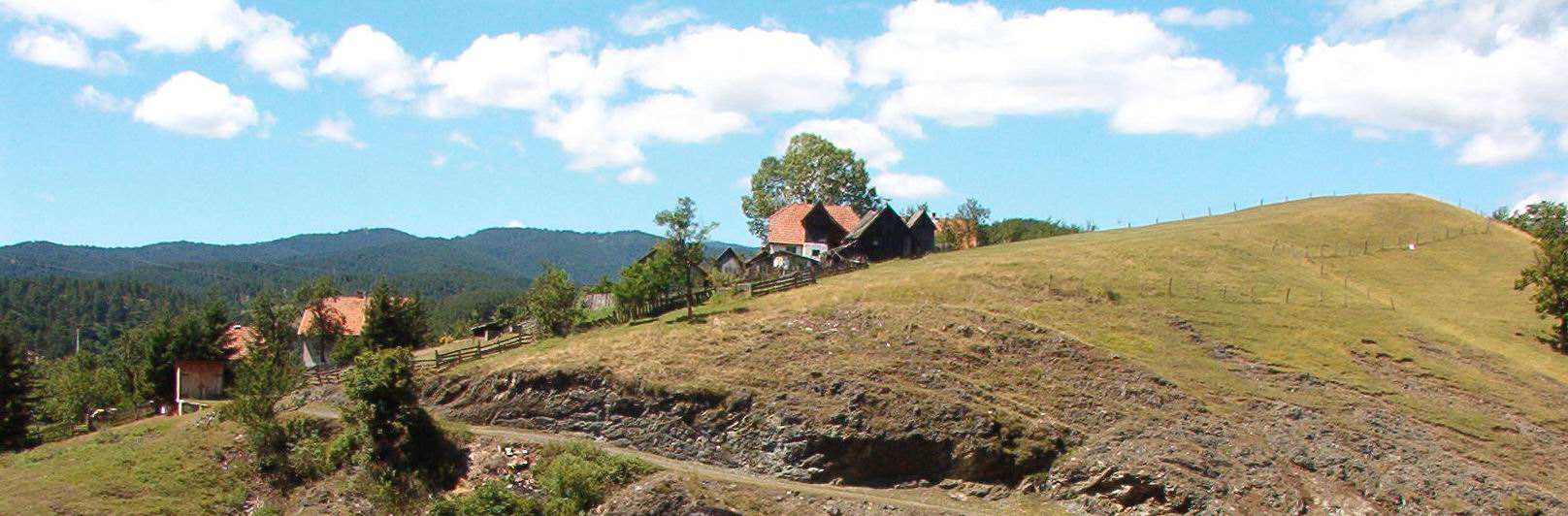
Vue du hameau des Tarabići à Kremna